# Hypocrisy Is the Greatest Luxury
Hypocrisy Is the Greatest Luxury − wydany w 1992 przez Island Records oraz jej filię, 4th & B’way Records debiutancki album hip-hopowej grupy The Disposable Heroes of Hiphoprisy. Jego teksty są o mocno politycznej tematyce, muzyka jest mroczna i przypomina mieszkankę hip-hopu z industrialem.

## Lista utworów
| 1.  | "Satanic Reverses"                       | 4:45    |
|     |                                          |         |
| 2.  | "Famous and Dandy (Like Amos ’n’ Andy)"  | 6:35    |
|     |                                          |         |
| 3.  | "Television, the Drug of the Nation"     | 6:36    |
|     |                                          |         |
| 4.  | "Language of Violence"                   | 6:14    |
|     |                                          |         |
| 5.  | "The Winter of the Long Hot Summer"      | 7:58    |
|     |                                          |         |
| 6.  | "Hypocrisy Is the Greatest Luxury"       | 3:47    |
|     |                                          |         |
| 7.  | "Everyday Life Has Become a Health Risk" | 4:53    |
|     |                                          |         |
| 8.  | "INS Greencard A-19 191 500"             | 1:36    |
|     |                                          |         |
| 9.  | "Socio-Genetic Experiment"               | 4:17    |
|     |                                          |         |
| 10. | "Music and Politics"                     | 4:01    |
|     |                                          |         |
| 11. | "Financial Leprosy"                      | 5:30    |
|     |                                          |         |
| 12. | "California Über Alles"                  | 4:13    |
|     |                                          |         |
| 13. | "Water Pistol Man"                       | 5:54    |
|     |                                          |         |
|     |                                          | 1:06:19 |
|     |                                          |         |

## Tematyka utworów
Wszystkie utwory poruszają tematykę społeczno-polityczną. Traktują one m.in. o zanieczyszczeniu środowiska i energii atomowej (Everyday Life Has Become a Health Risk), operacji Pustynna Burza (The Winter of the Long Hot Summer), szkodliwości telewizji (Television, the Drug of the Nation), konformizmie i konsumpcjonizmie (Famous and Dandy (Like Amos ’n’ Andy)), rasizmie (Socio-Genetic Experiment) oraz homofobii (Language of Violence).